# Ciak d'oro 2003
La 18ª edizione dei Ciak d'oro si è tenuta a Roma il 3 giugno del 2003.

## Vincitori e candidati
I vincitori sono indicati in grassetto, a seguire gli altri candidati.

### Miglior film
- La finestra di fronte di Ferzan Özpetek

### Miglior regista
- Gabriele Muccino - Ricordati di me

### Migliore attore protagonista
- Fabrizio Bentivoglio - Ricordati di me

### Migliore attrice protagonista
- Giovanna Mezzogiorno - La finestra di fronte

### Migliore attore non protagonista
- Diego Abatantuono - Io non ho paura
  - Antonio Catania - Ma che colpa abbiamo noi
  - Filippo Nigro - La finestra di fronte
  - Kim Rossi Stuart - Pinocchio
  - Pierfrancesco Favino - El Alamein - La linea del fuoco

### Migliore attrice non protagonista
- Serra Yılmaz - La finestra di fronte
  - Alessia Barela - Velocità massima
  - Anita Caprioli - Ma che colpa abbiamo noi
  - Monica Bellucci - Ricordati di me
  - Nicoletta Romanoff - Ricordati di me

### Migliore produttore
- Domenico Procacci - Ricordati di me, L'imbalsamatore, Respiro, Velocità massima
  - Antonio Avati - Il cuore altrove
  - Riccardo Tozzi, Maurizio Totti, Marco Chimenz e Giovanni Stabilini - Io non ho paura
  - Tilde Corsi e Gianni Romoli - La finestra di fronte
  - Nicoletta Braschi - Pinocchio

### Migliore opera prima
- Daniele Vicari - Velocità massima

### Migliore sceneggiatura
- Niccolò Ammaniti, Francesca Marciano - Io non ho paura
  - Ugo Chiti, Massimo Gaudioso, Matteo Garrone - L'imbalsamatore
  - Ferzan Özpetek, Gianni Romoli - La finestra di fronte
  - Gabriele Muccino, Heidrun Schleef - Ricordati di me
  - Maura Nuccetelli, Laura Paolucci, Daniele Vicari - Velocità massima

### Migliore fotografia
- Italo Petriccione - Io non ho paura
  - Marco Onorato - L'imbalsamatore
  - Gian Filippo Corticelli - La finestra di fronte
  - Fabio Zamarion - Respiro
  - Marcello Montarsi- Ricordati di me

### Migliore sonoro
- Cinzia Alchimede e Adriano Di Lorenzo - Angela
  - Mauro Lazzaro, Luca Novelli - Io non ho paura
  - Maricetta Lombardo, Elena Denti - L'imbalsamatore
  - Marco Grillo, Claudio Paolucci - La finestra di fronte
  - Gaetano Carito, Pierpaolo Merafino - Ricordati di me e Velocità massima

### Migliore scenografia
- Paolo Bonfini - L'imbalsamatore
  - Simona Migliotti - Il cuore altrove
  - Giancarlo Basili - Io non ho paura
  - Danilo Donati - Pinocchio
  - Paola Bizzarri - Ricordati di me

### Migliore montaggio
- Marco Spoletini - L'imbalsamatore e Velocità massima
  - Cecilia Zanuso - El Alamein - La linea del fuoco
  - Massimo Fiocchi - Io non ho paura
  - Patrizio Marone - La finestra di fronte
  - Claudio Di Mauro - Ricordati di me

### Migliore costumi
- Danilo Donati - Pinocchio
  - Anna Anni, Alberto Spiazzi, Alessandro Lai - Callas Forever
  - Andrea Viotti - El Alamein - La linea del fuoco
  - Mario Carlini, Francesco Crivellini - Il cuore altrove
  - Elena Mannini - Un viaggio chiamato amore

### Migliore colonna sonora
- Andrea Guerra - La finestra di fronte
  - Banda Osiris - L'imbalsamatore
  - Nicola Piovani - Pinocchio
  - Paolo Buonvino - Ricordati di me
  - Massimo Zamboni - Velocità massima

### Miglior manifesto
- Io non ho paura

### Migliore film straniero
- Il pianista di Roman Polański

### Ciak d'oro Mini/Skoda Bello & Invisibile
- Angela di Roberta Torre

### Ciak d'oro alla carriera
- Michelangelo Antonioni